# Sarmatia (korporacja akademicka)

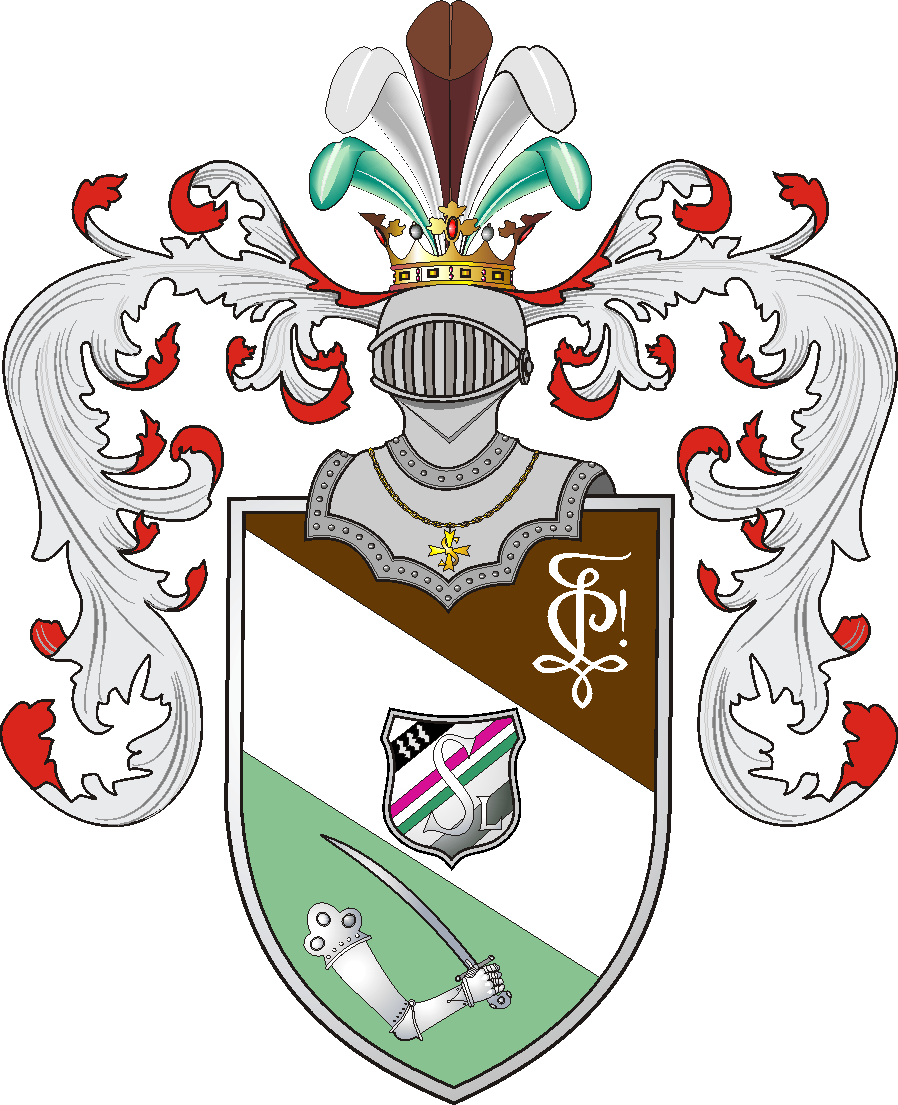
Herb Sarmatii

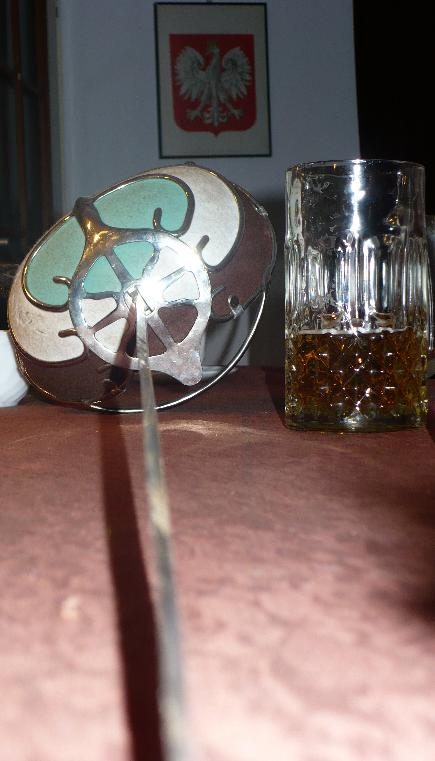
Korporacja akademicka Sarmatia – Rapier studencki (symbol honoru), kufel (symbol przyjaźni) a nad wszystkim Orzeł Biały (symbol patriotyzmu)

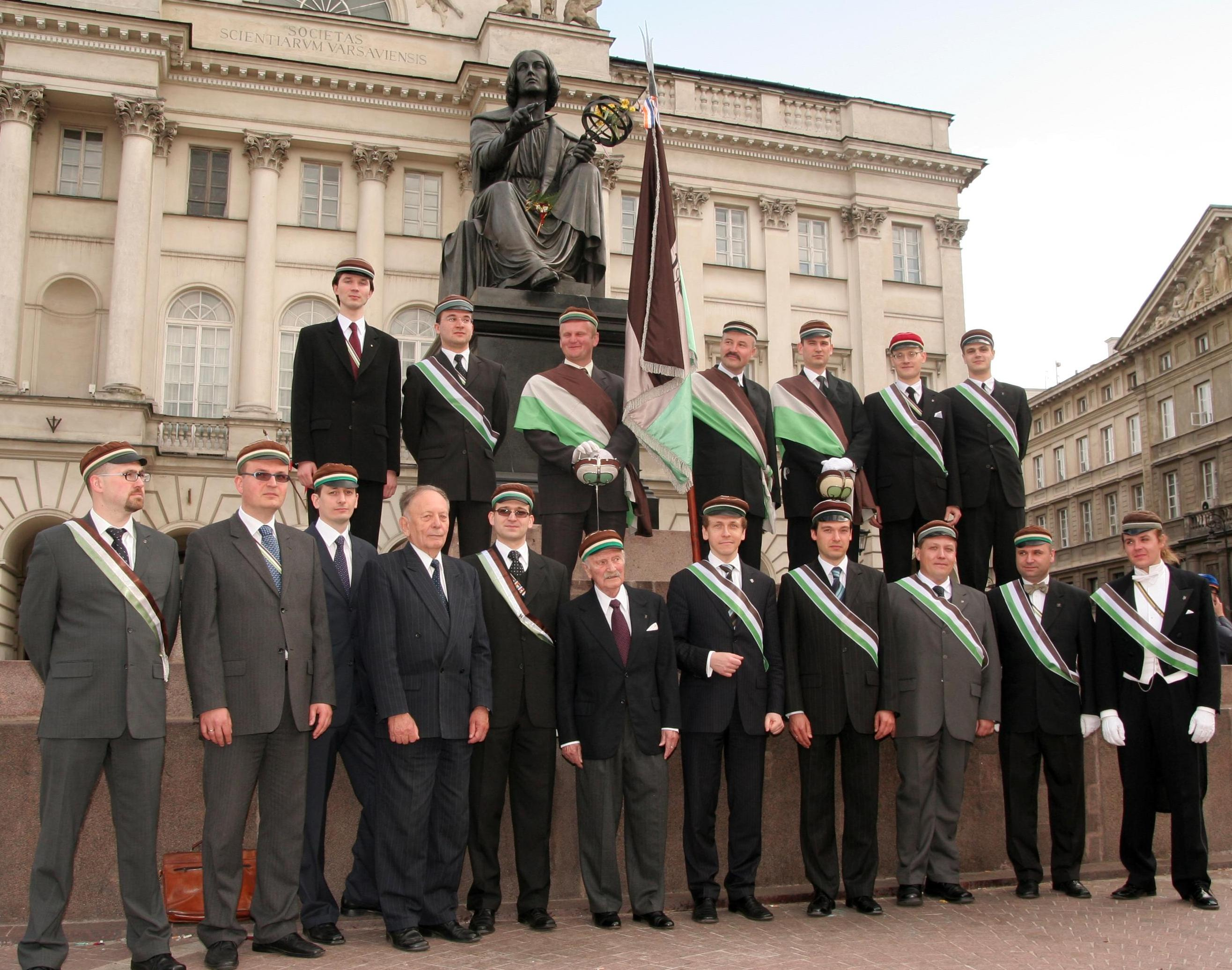
Warszawa, rok 2008 – Komersz Stulecia Korporacji Akademickiej Sarmatia

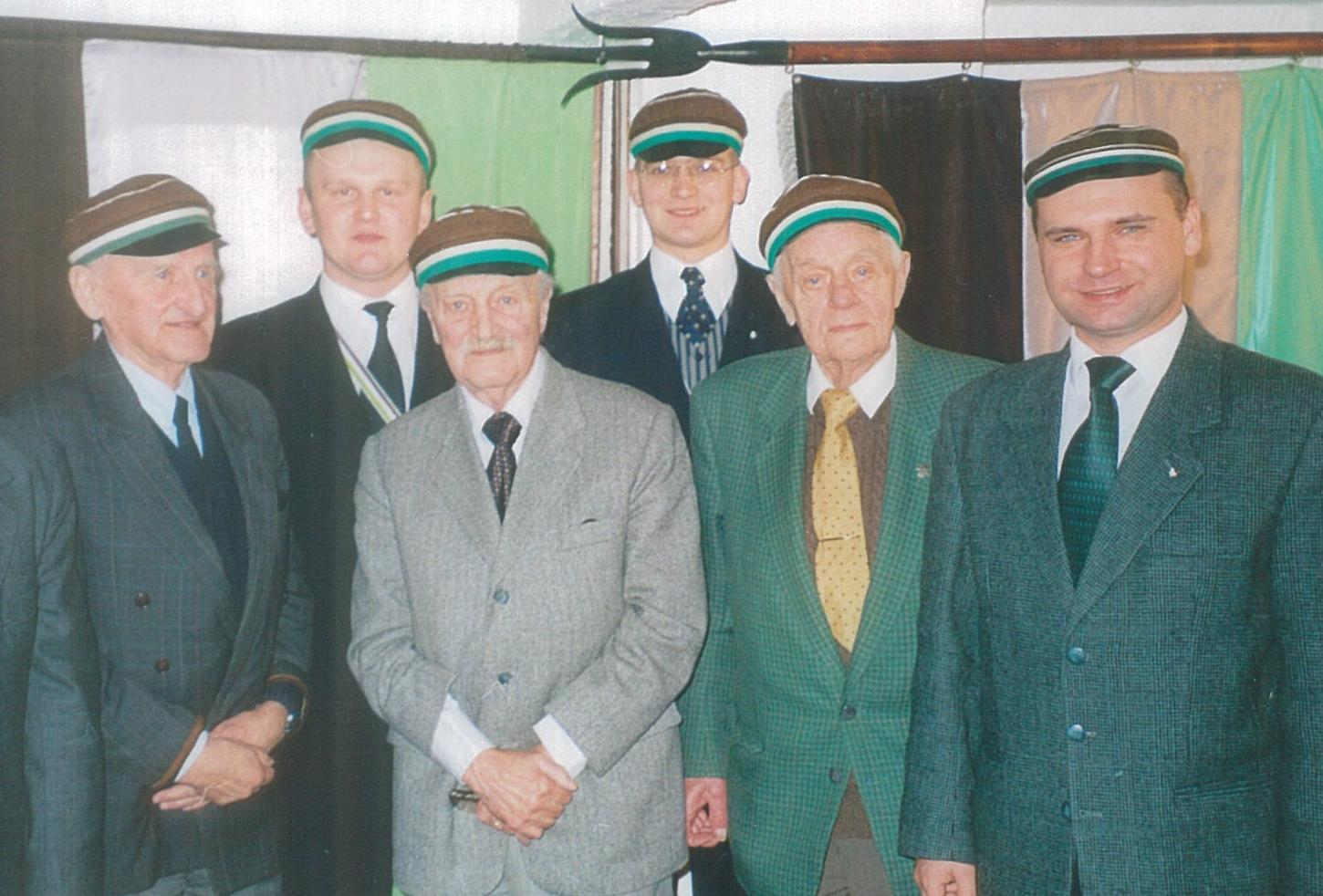
Filistrzy Sarmatii – 1998 r.

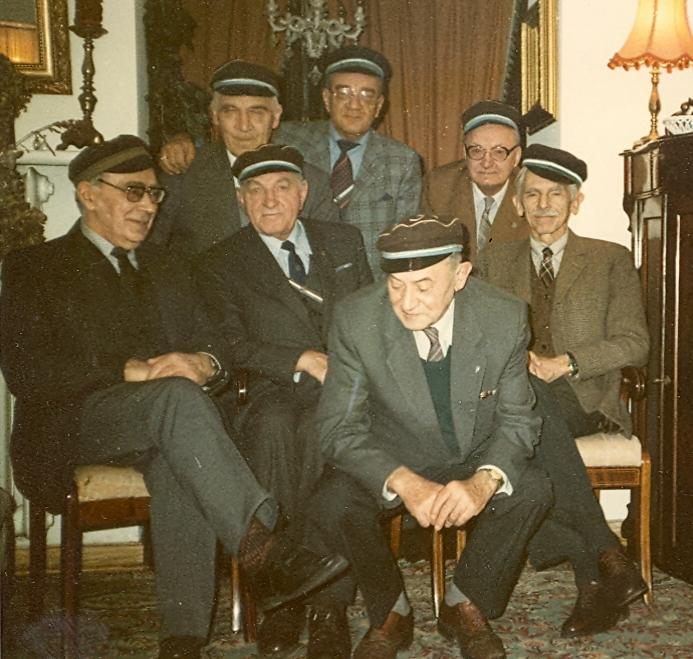
Scenka z komerszu Sarmatii w 1988 r.

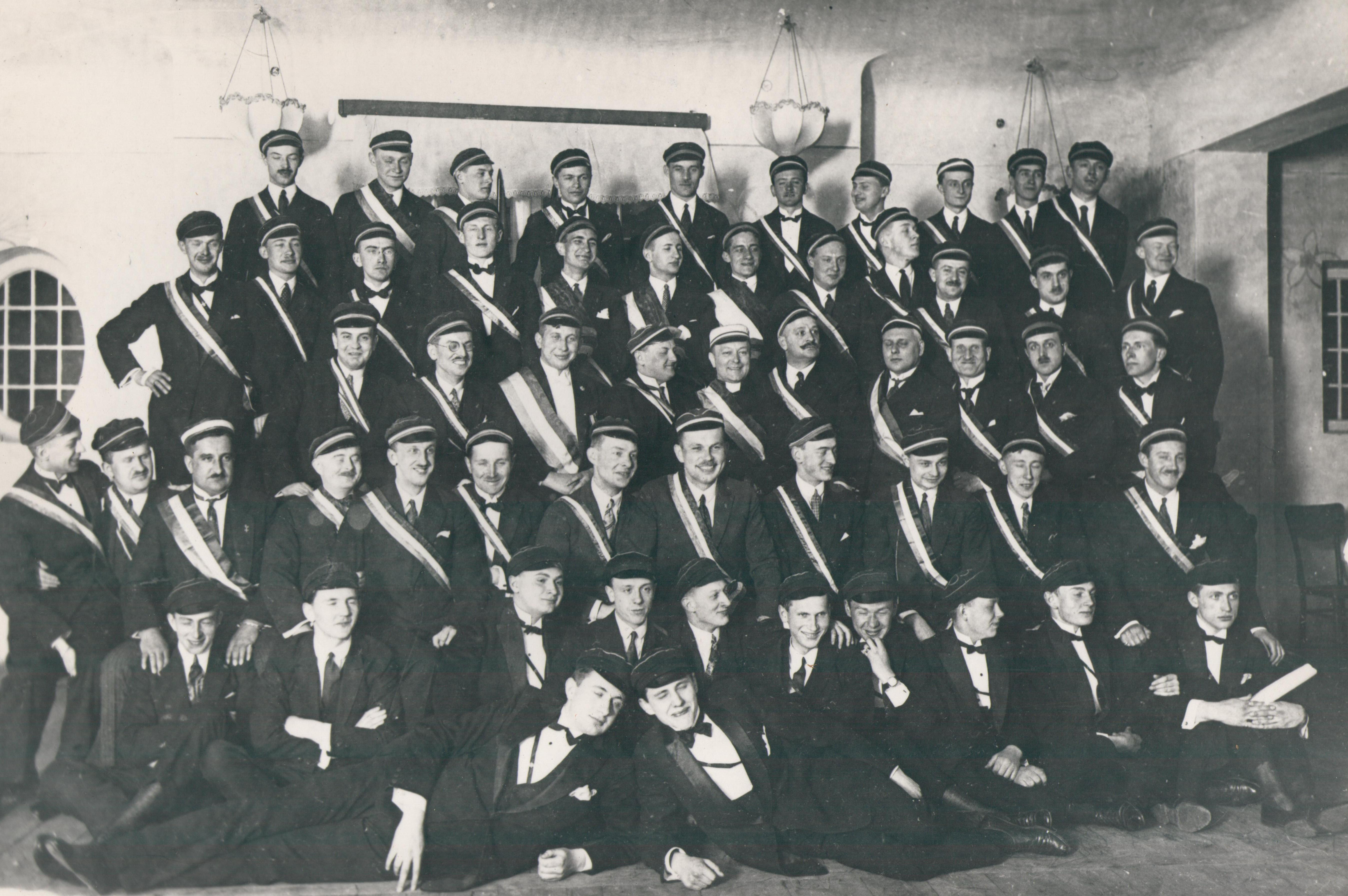
Komersz XX-lecia K! Sarmatia w 1928 r.

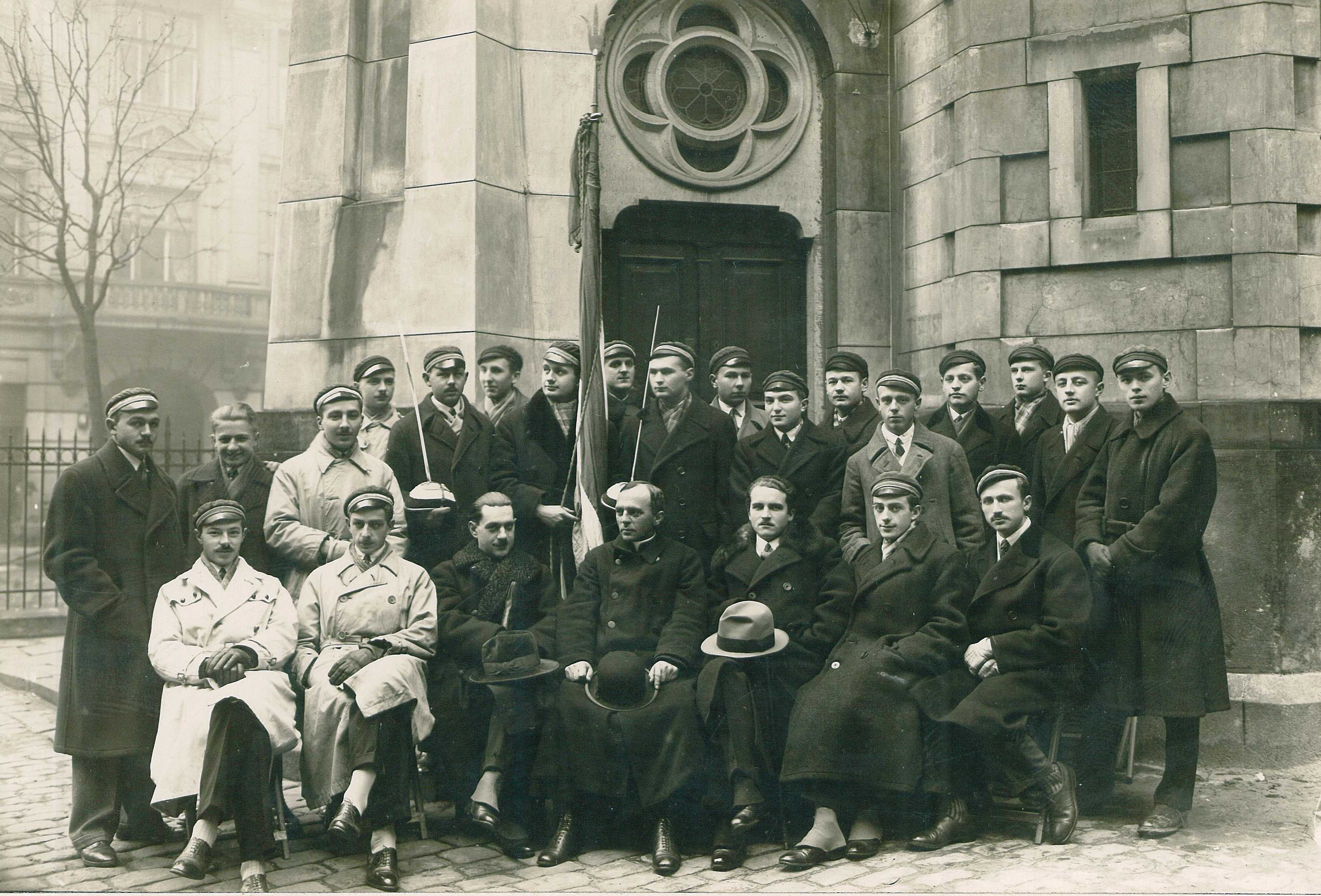
Sarmatia w Warszawie – 1928 r.

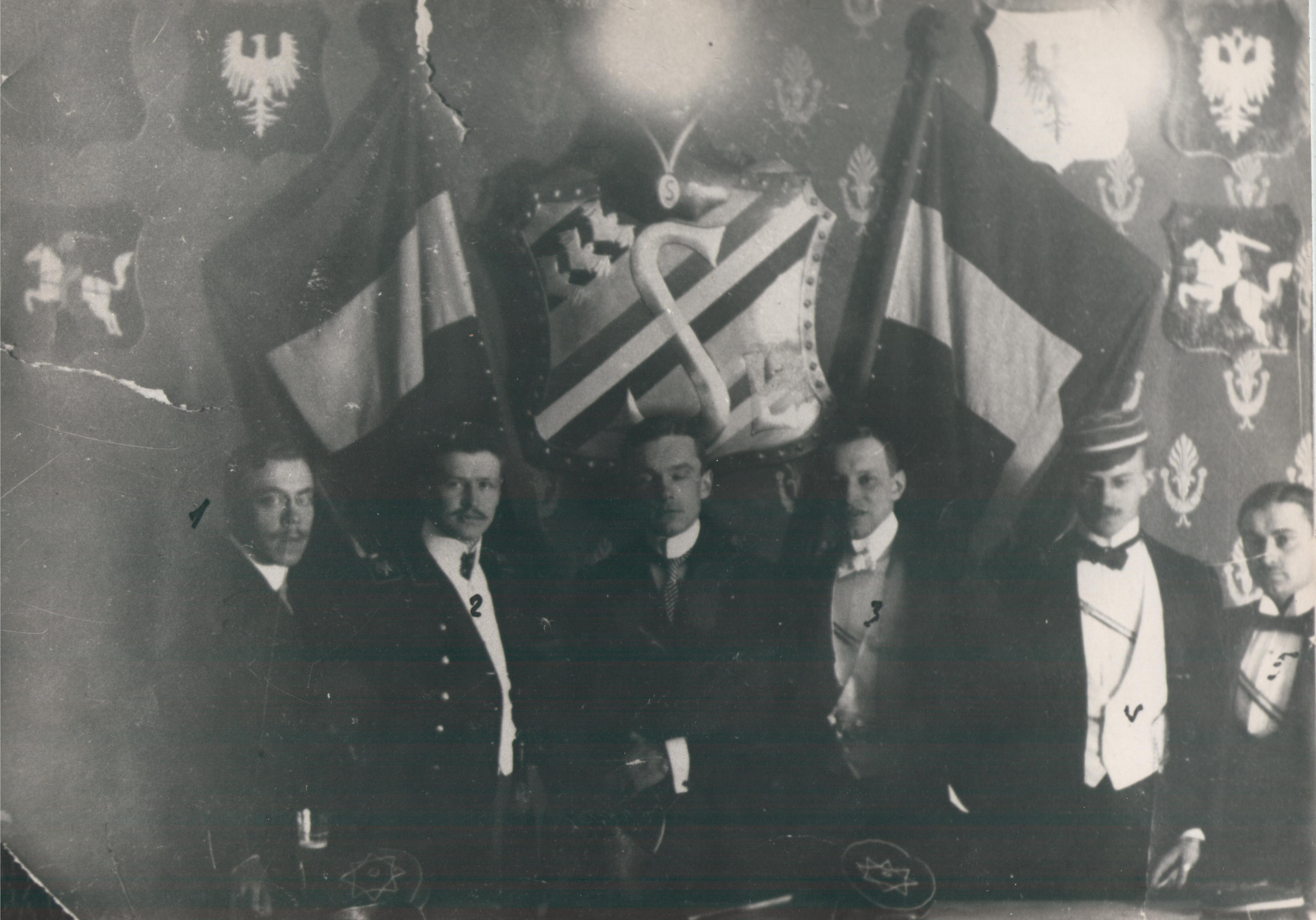
Petersburg, rok 1910 – Korporacja Akademicka Sarmatia

Sarmatia – korporacja akademicka założona została w Petersburgu 8 maja 1908 r. wśród studiujących tam Polaków. Jest jednym z najstarszych stowarzyszeń studentów i absolwentów uczelni warszawskich. Sarmatia jest szóstą, według zasad starszeństwa, polską korporacją akademicką.
Celem Korporacji ma być praca dla dobra Polski i narodu polskiego. Realizowane jest to poprzez studencką samopomoc, zacieśnianie przyjacielskich więzi oraz kultywowanie najstarszych tradycji i zwyczajów akademickich. Dzięki temu Korporacja uczestniczy w kształtowaniu, wychowywaniu i edukowaniu swych członków. Podstawową formą jej działalności są cotygodniowe spotkania edukacyjne i towarzyskie. Uprawiana jest też szermierka i organizowane są wspólne wyjazdy krajoznawcze. Do tradycyjnych uroczystości korporacyjnych należą: komersze, kawy jesienne i kawy wiosenne, fidułki oraz bale.

## Historia
Sarmatia została założona 8 maja 1908 r. w Petersburgu z połączenia dwóch tajnych polskich związków akademickich: Klubu Nietoperzy oraz Lechitii. Oba związki działały na Uniwersytecie w Petersburgu. Kultywowały one polską tradycję narodową, sarmatyzm, ideę powstań narodowych oraz pamięć o filomatach i filaretach. Głównymi założycielami Sarmatii byli Piotr Bomas, Władysław Cimkowicz, Edmund Janowski, Olgierd Malinowski i Stanisław Totwen wywodzący się z polskiej szlachty kresowej. Uroczyste zebrania nowo powstałej korporacji odbywały się w kaplicy Zakonu Kawalerów Maltańskich w Petersburgu. Na pamiątkę tego faktu do dziś Sarmaci noszą Krzyż Maltański z wplecioną literą S.
Z chwilą wybuchu I wojny światowej Sarmatia zawiesiła swą działalność, by w roku 1915 wznowić ją w Warszawie. Po wielu niepowodzeniach Sarmatia oficjalnie zarejestrowała swoją działalność na Politechnice Warszawskiej jako pierwsza korporacja na tej uczelni. W listopadzie 1918 roku Sarmaci uczestniczyli w rozbrajaniu wojsk niemieckich i innych walkach o niepodległość. W wolnej Polsce Sarmatia została zarejestrowana jako legalna organizacja międzyuczelniana. Lata 20. i 30. XX wieku to okres największego rozkwitu Korporacji. Do 1939 roku przez Sarmatię przewinęło się 226 członków, głównie ze środowiska ziemiańskiego i mieszczańskiego.
W wojnie polsko-bolszewickiej w 1920 roku około 40 Sarmatów ochotniczo stanęło do walki. W wojnie tej zginęli barwiarze Bronisław Gąsiorowski i Tadeusz Kuczyński. W roku 1921 Sarmatia była inicjatorem powstania Związku Polskich Korporacji Akademickich. W tym czasie przy Sarmatii powstały lub kandydowały do ZPK!A też inne, młodsze korporacje: Aquilonia (1921), Coronia (1922), Filomatia (1925), Ostoja (1926) i Vigintia (1927). W roku 1926 w czasie przewrotu majowego Sarmaci wystąpili w obronie Konstytucji. W wyniku starć zginął Sarmata Com! Andrzej Gliński.
W okresie międzywojennym Korporacja wiele razy zmieniała swoją siedzibę. Kolejno były to siedziby przy ulicach: Al. Ujazdowskie, ul. Bagatela w Domu Politechniki, filar mostu Poniatowskiego przy ul. Smolnej, ul. Czerniakowska, ul. Filtrowa oraz ul. Czerniakowska 204/21, w którym mieściła się Kwatera aż do wybuchu wojny. 1 września 1939 roku Sarmatia liczyła 209 członków.
W czasie II wojny światowej Korporacja zawiesiła swoją działalność przenosząc wszystkich swych członków w stan filisterski, także fuksów. Wszyscy Sarmaci wzięli udział w walce w obronie Ojczyzny. Brali udział w bitwie o Anglię, walczyli w Dywizjonie 303, w bitwie o Monte Cassino, w powstaniu warszawskim i wielu innych. W walce z Niemcami zginęło 41 Sarmatów, a z rąk sowieckich (głównie w Katyniu) 9 Sarmatów. 32. emigrowało, głównie do Europy Zachodniej i USA.
Półjawną działalność Sarmatii w tradycyjnych formach wznowiono sylwestrem 1956 r. Dodatkowo 8 maja 1978 roku Sarmaci z Wielkiej Brytanii powołali Koło Filistrów Korporacji Sarmatia na Obczyźnie. Udało się nawiązać kontakt z pozostałymi członkami Sarmatii. Z kolei osoby przebywające na terytorium PRL były wielokrotnie prześladowane przez komunistów. Niemniej jednak nieformalne spotkania członków odbywały się nadal. W roku 1988 Sarmatia otwarcie uczciła swoje osiemdziesięciolecie i podjęła staranne przygotowania do przyjęcia nowych członków.
Wraz z obchodami 80-lecia powstania Korporacji wydano Księgę Osiemdziesięciolecia K! Sarmatia oraz wmurowano dwie tablice pamiątkowe w kościele Św. Anny w Warszawie. Trzecią tablicę wmurowano w latach 70. w kościele Św. A. Boboli w Londynie. Dodatkowo w latach 1978-1989 Koło Filistrów K! Sarmatia na Obczyźnie wydawało „Komunikaty”. Było to czasopismo wewnąrzkorporacyjne, które stanowiło forum dyskusji, wymiany poglądów i utrzymania wzajemnych kontaktów. Dzisiaj „Komunikaty” są dobrym przykładem wieloletniej przyjaźni rozpoczętej w czasach studenckich.

## III Rzeczpospolita
Rok po Komerszu Osiemdziesięciolecia, w 1989 roku, odżyły nadzieje na pełną odbudowę Sarmatii. W grudniu 1992 roku wznowiono działalność akademicką Korporacji, czego dowodem jest oficjalne zarejestrowanie Stowarzyszenia 8 lutego 1993 r. Pełną reaktywację zwieńczyło nadanie barw nowym członkom na Komerszu 85-lecia w 1993 roku. Pierwszymi powojennymi barwiarzami byli studenci ówczesnej Akademii Teologii Katolickiej. Od tego momentu Korporacja Akademicka Sarmatia zaczęła nowy rozdział w swych dziejach. Cotygodniowe Kwatery gromadziły liczne grono studentów, którzy na początku lat 90., czując się wreszcie wolnymi, próbowali zmienić otaczającą ich rzeczywistość. Kolejnym ważnym wydarzeniem było połączenie się K! Sarmatii z częścią Korporacji Polonia, która istniała zaledwie kilka lat i nie stanowiła rzeczywistej korporacji akademickiej. Na przełomie XX i XXI wieku większość Członków stanowili już studenci i absolwenci Uniwersytetu Warszawskiego oraz Politechniki Warszawskiej.
Członkowie K! Sarmatia kierują się kodeksem honorowym, a menzury są fakultatywne. To właśnie przestrzeganie kodeksu honorowego odróżnia korporację od innych stowarzyszeń studenckich.
Początkowo Korporacja swą Kwaterę posiadała w jednej z rogatek przy placu Unii Lubelskiej, skąd przeniosła się na ul. Bracką, gdzie cotygodniowe spotkania odbywają się do dzisiaj. W roku 2008 Korporacja liczyła 25 członków, w tym trzech Filistrów Seniorów, którzy Sarmatami zostali jeszcze przed II wojną światową.
10 maja 2008 roku uroczyście uczczono setną rocznicę założenia Korporacji Akademickiej Sarmatia. Elementami tego wydarzenia była msza św. w intencji poległych i zmarłych Sarmatów, uroczysty Komersze Stulecia oraz wystawa pamiątek w Muzeum Politechniki Warszawskiej.
Od początku swej reaktywacji w 1992 r. Korporacja Akademicka Sarmatia prowadzi aktywną działalność międzykorporacyjną. Sarmatia była inicjatorem reaktywacji Związku Polskich Korporacji Akademickich. Ponadto udzieliła swej siedziby Związkowi Filistrów Polskich Korporacji Akademickich. W przeciągu lat 1992-2008 Sarmatia pomagała w reaktywacji, lub reaktywowała wprost, następujące polskie korporacje akademickie: K! Lechicja (2004 r.), K! Aquilonia (1994 r.), K! Kujawja (2003 r.), K! Respublica (1995 r.) oraz K! Coronia (1996 r.)
Korporacja Akademicka Sarmatia podpisała w roku 2000 kartel filisterski z Korporacją Akademicką Lechicja. 

## Symbole
W okresie petersburskim (1908-1915) Sarmatia posługiwała się barwami amarantowo-biało-zielonymi, czyli połączeniem historycznych barw narodowych z zielenią symbolizująca nadzieję na odzyskanie niepodległości. Pierwszym hasłem Korporacji było wezwanie Filaretów „Młodzieży bądź szałem rozumna”. Jej pierwsi członkowie wywodzili się głównie z kresów dawnej Rzeczypospolitej. Dekle były koloru czerwonego i zdobiła je tzw. gwiazda bałtycka. Do dzisiaj pozostałością tego faktu jest dekiel petersburski Oldermana, czyli opiekuna fuksów i strażnika tradycji korporacyjnej.
Po przeniesieniu Sarmatii do Warszawy w 1915 roku Korporacja, aby odróżnić się od jaskrawej kolorystyki korporacji niemieckich, przyjęła barwy brązowo-srebrno-seledynowe, symbolizujące stałość, honor i przyjaźń. Brąz na deklach wziął się z barwy czapek studentów Politechniki Warszawskiej, tzw. czapek bratniackich. Sarmatia przyjęła za nową dewizę hasło obywateli wolnej Polski: „Honor i Dobro Narodu i Państwa Najwyższym Prawem Każdego Obywatela. Gospodarzami w Polsce – Polacy”. Oprócz dewizy Korporację wyróżnia unikatowy herb, sztandar, cyrkiel i hymn, i jak każdą inną korporację charakterystyczne nakrycia głowy, tzw. dekle, oraz tzw. bandy. Fuksy Sarmatii mają prawo do noszenia i podpisywania się tzw. bączkiem, który jest też wpięty w brązową bandę. Symbol bączka widnieje także na szczycie wszystkich sarmackich dekli od 1915 roku.
Cyrkiel K! Sarmatia jest monogramem łacińskiej sentencji „Vivat, Crescat, Floreat Sarmatia” i jest rysowany jednym pociągnięciem pióra. Dodany do niego wykrzyknik symbolizuje gotowość do dania satysfakcji honorowej przez każdego Członka Sarmatii. W Korporacji występują następujące typy band noszonych, wzorem wstęg oficerskich, na piersi: banda fuksowska (w całości brązowa), zwykła banda barwiarska (brązowo-srebrno-seledynowa ze srebrną perkusją na brzegach), banda komerszowa (szeroka na 10 cm) oraz uroczysta banda prezydialna (szeroka na ok. 35 cm).

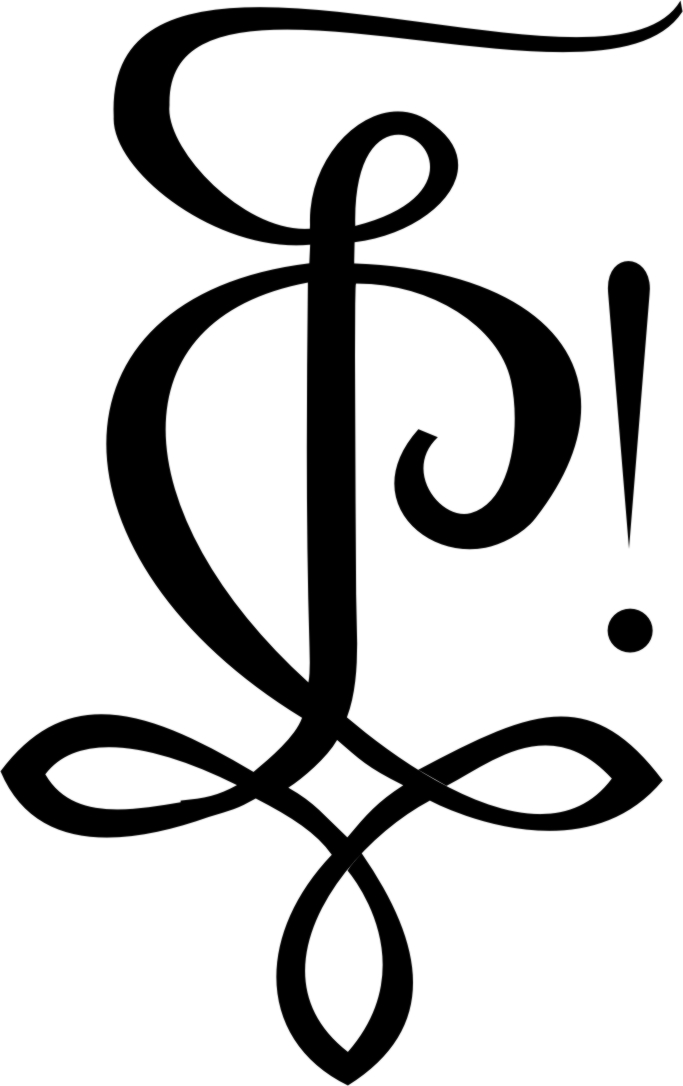
Cyrkiel Sarmatii
Bączek Sarmatii noszony m.in. na deklu
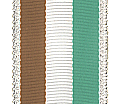
Barwy Sarmatii (tzw. banda) obowiązujące od 1915 r.
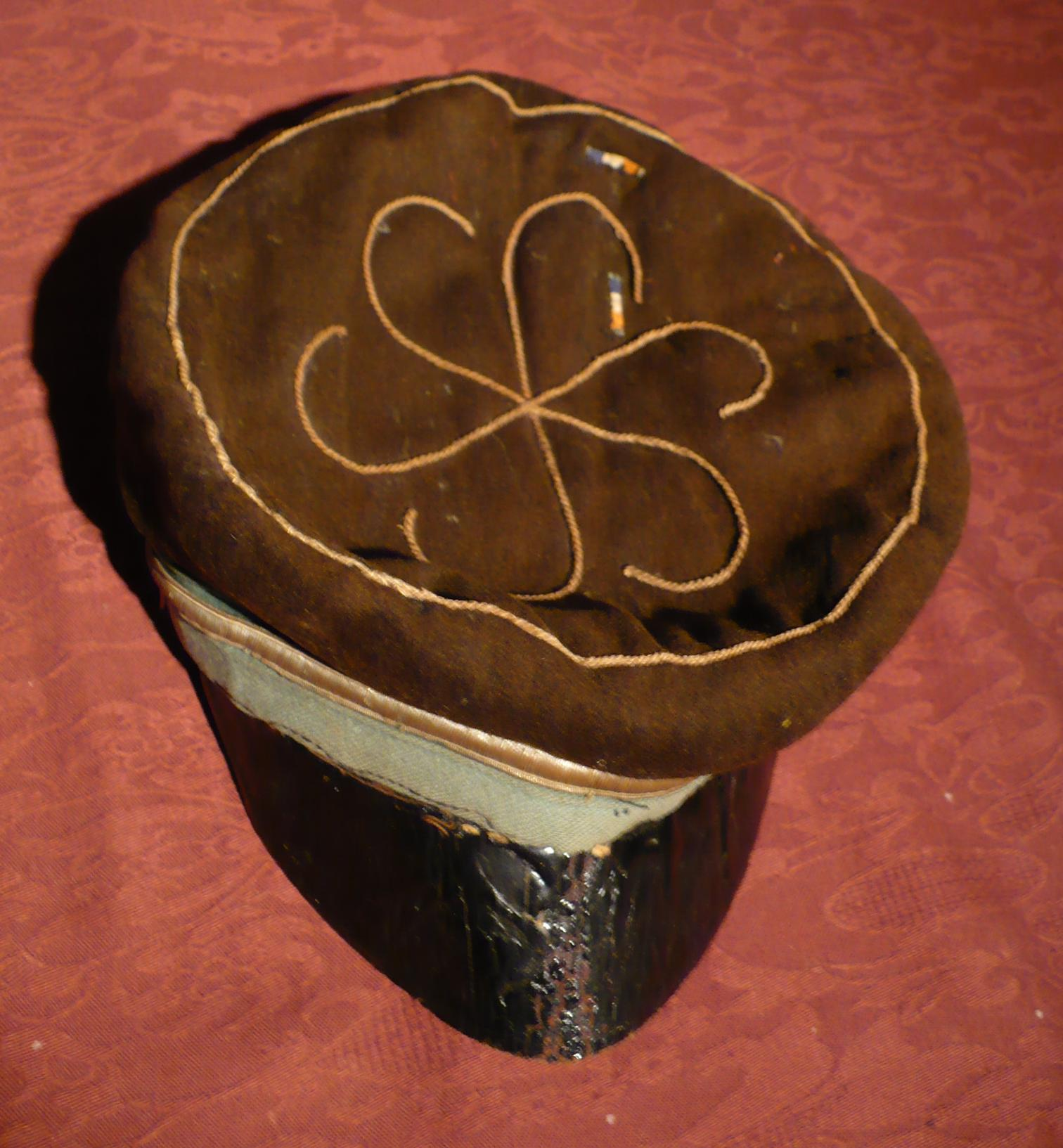
Dekiel Sarmatii z 1930 r.
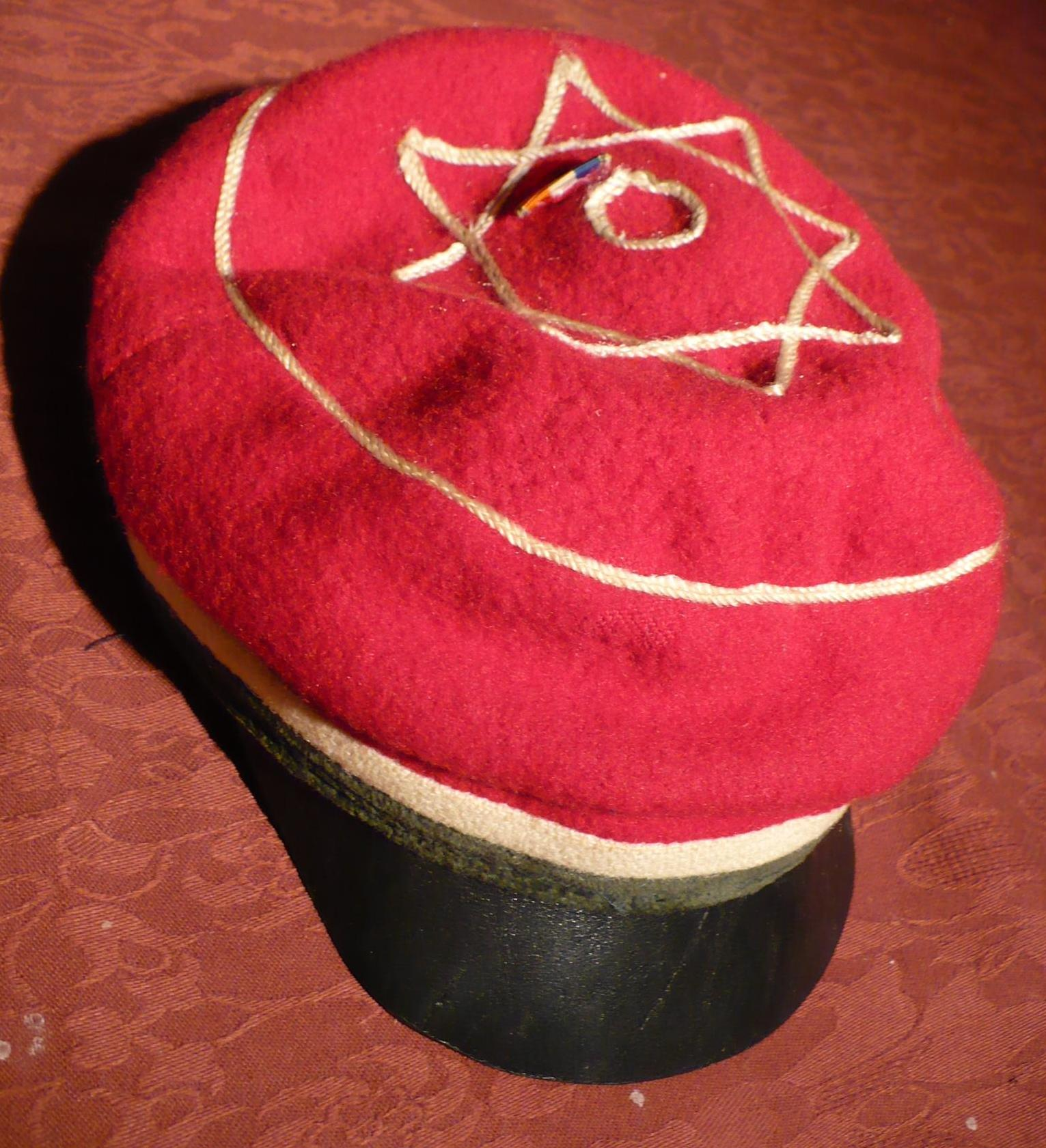
Dekiel petersburski Sarmatii
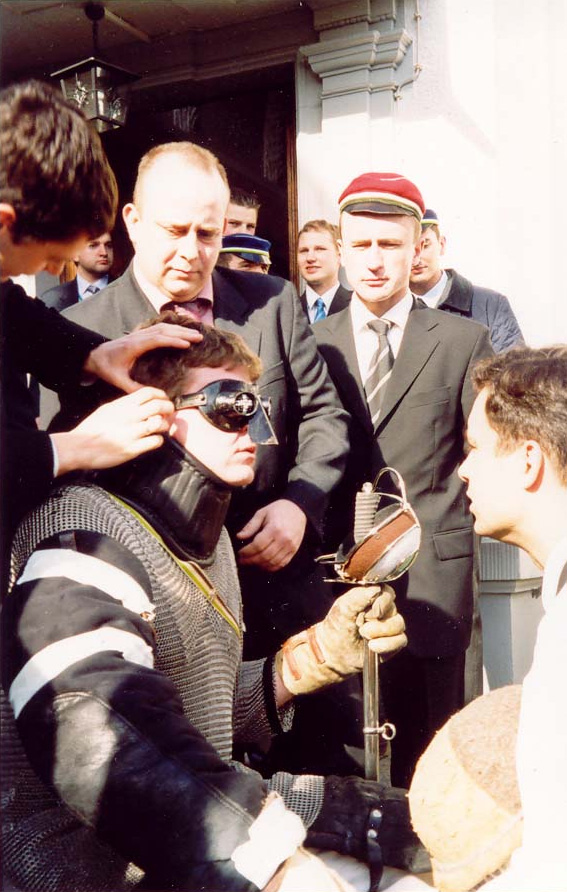
Przygotowanie do menzury – barwiarz K! Sarmatia w stroju menzurowym, obok Olderman K! Sarmatia w deklu petersburskim – rok 2004
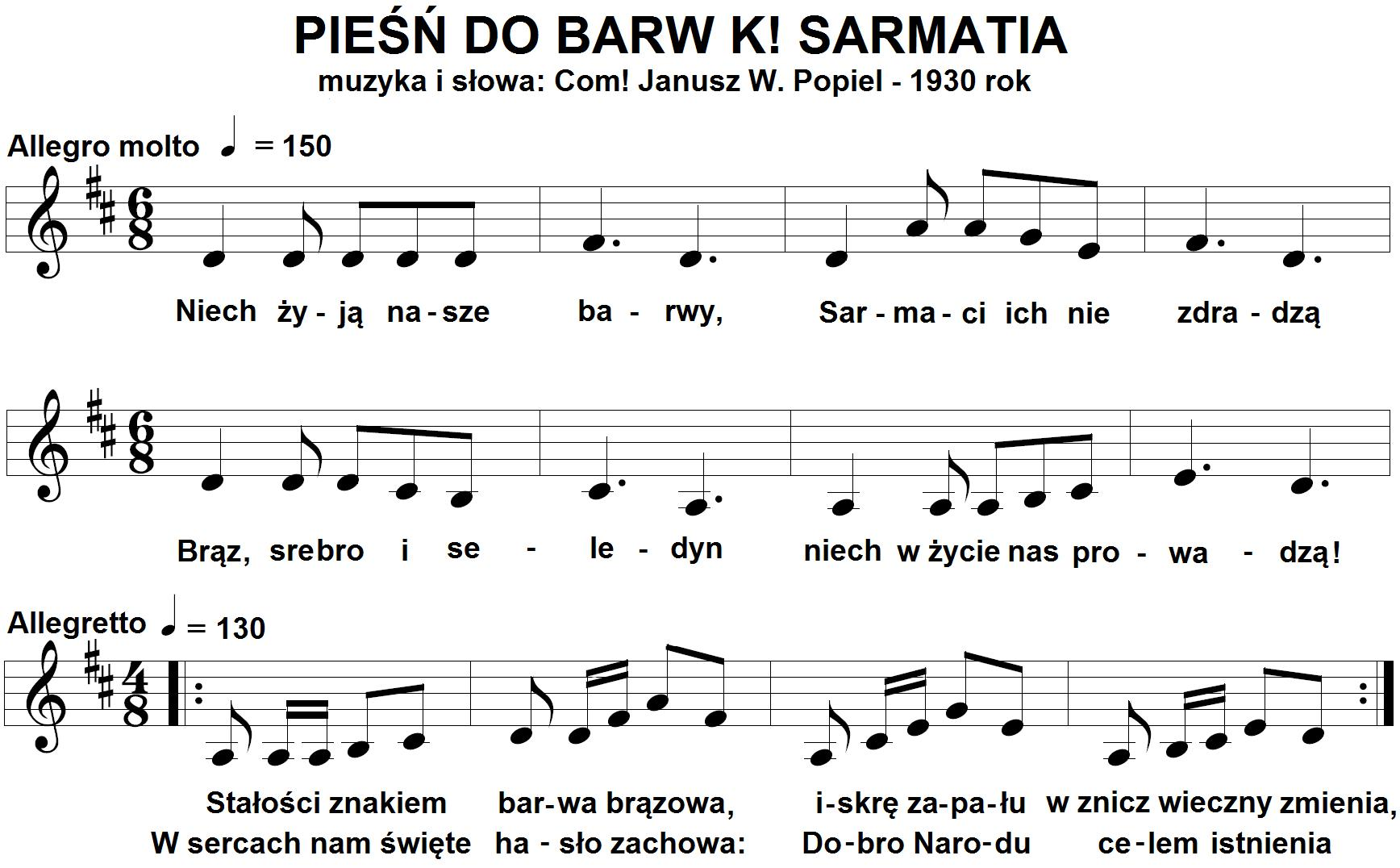
Pieśń do Barw K! Sarmatia
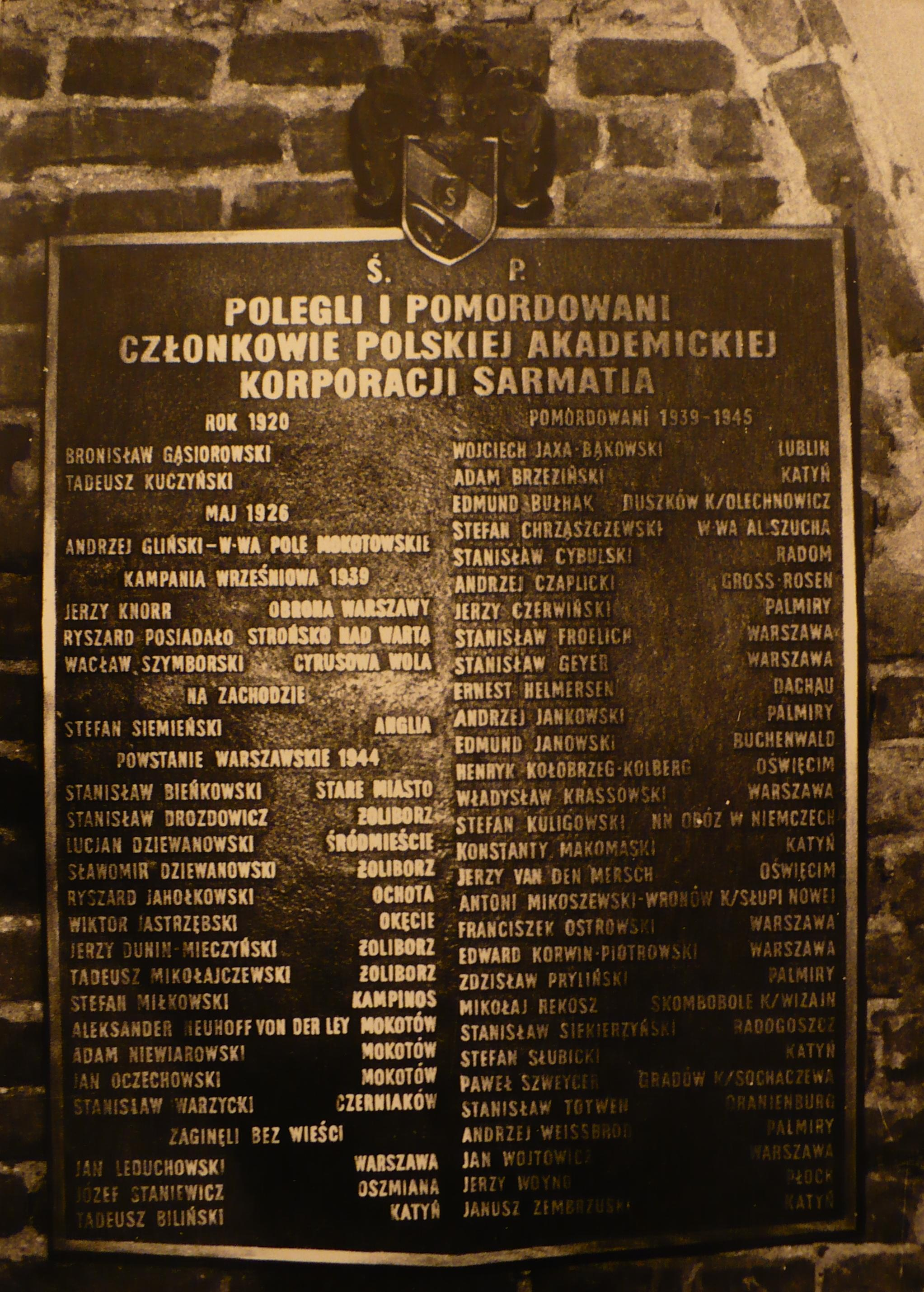
Tablica pamiątkowa K! Sarmatia w kościele Św. Anny w Warszawie